# Pala (Čad)
Pala je grad u Čadu, s 40.400 stanovnika šesti po veličini u državi. Nalazi se na jugozapadu zemlje, u blizini kamerunske granice, oko 300 km južno od glavnog grada N'Djamene. Sjedište je regije Mayo-Kebbi Ouest i departmana Mayo-Dallah.
Za razliku od ostalih većih gradova Čada, Pala ima većinsko kršćansko stanovništvo. Južnokorejska tvrtka Afko otvorila je u okolici grada prvi rudnik zlata u Čadu. Unatoč tome, uzgoj pamuka glavna je djelatnost lokalnog stanovništva.
Grad ima zračnu luku.